# Občina Tolmin
Občina Tolmin (slovinsky Občina Tolmin německy Gemeinde Tolmein) je jednou z 212 slovinských občin. Nachází se v Gorickém regionu (slovinsky Goriška regija). Správním centrem je město Tolmin.

## Sídla
- Bača pri Modreju
- Bača pri Podbrdu
- Bukovski Vrh
- Čadrg
- Čiginj
- Daber
- Dolenja Trebuša
- Dolgi Laz
- Dolje
- Drobočnik
- Gabrje
- Gorenja Trebuša
- Gorenji Log
- Gorski Vrh
- Grahovo ob Bači
- Grant
- Grudnica
- Hudajužna
- Idrija pri Bači
- Kal
- Kamno
- Kanalski Lom
- Klavže
- Koritnica
- Kneške Ravne
- Kneža
- Kozaršče
- Kozmerice
- Kuk
- Lisec
- Ljubinj
- Logaršče
- Loje
- Modrej
- Modrejce
- Most na Soči
- Obloke
- Pečine
- Petrovo Brdo
- Podbrdo
- Podmelec
- Polje
- Poljubinj
- Ponikve
- Porezen
- Postaja
- Prapetno
- Prapetno brdo
- Roče
- Rut
- Sela nad Podmelcem
- Sela pri Volčah
- Selce
- Selišče
- Slap ob Idrijci
- Stopnik
- Stržišče
- Šentviška Gora
- Temljine
- Tolmin
- Tolminske Ravne
- Tolminski Lom
- Trtnik
- Volčanski Ruti
- Volče
- Volarje
- Zadlaz Čadrg
- Zadlaz Žabče
- Zakraj
- Zatolmin
- Znojile
- Žabče